# Харчинское
Харчинское — озеро на полуострове Камчатка. Расположено на территории Усть-Камчатского района Камчатского края России.
Является мелководным озером реликтового происхождения, площадь зеркала 27,4 км², площадь водосбора 463 км².
Водоём находится в окружении обширных болотистых угодий, в их числе большие по площади затопляемые заросли хвоща. Протокой Тихая озеро соединено с рекой Еловкой. В восточной части острова находятся мелкие острова Кахоуск и Килунич.
С юга к озеру примыкает вулкан Харчинский.
Озеро является нерестилищем лососёвых рыб — нерки (Oncorhynchus nerka), кижуча (Oncorhynchus kisutch), горбуши (Oncorhynchus gorbuscha), водится карась и амурский сазан.
Озеро является местом остановки в период миграции птиц: лебедей-кликунов, белолобых гусей, гуменников, пискулек, а также уток — шилохвости, свиязи и др. Летом на берегах Харчинского гнездятся 17 видов водоплавающих птиц.
Озеро Харчинское является государственным зоологическим заказником, создан с целью охраны птиц и канадского бобра, которого завезли на озеро в 1977 году.